# Église Sainte-Pharaïlde de Bruay-sur-l'Escaut
L'église Sainte-Pharaïlde est une des églises catholiques de la ville de Bruay-sur-l'Escaut, dans le département du Nord. Elle dépend de la paroisse Saint-Jacques-du-Val-d'Escaut du diocèse de Cambrai.

## Histoire
Une basilique consacrée à sainte Pharaïlde (basilica Sanctae Pharaildis) est détruite par les Normands entre 879 et 883. Une deuxième église est bâtie au Xe siècle et réaménagée au cours des âges.
L'église actuelle date de 1891-1893. Au cours des travaux, on retrouve sous le chœur en démolition un cénotaphe roman du XIIe siècle faisant mémoire de la sainte. Il est classé monument historique au titre d'objet le 15 avril 1896. L'église possède aussi un reliquaire en argent ciselé de la sainte du XVe siècle de l'orfèvre Gilles Steclin ; il est classé monument historique au titre objet le 17 mars 1934. L'église est gravement endommagée par les Allemands en 1918 et restaurée en 1921.
La messe dominicale y est célébrée les dimanches à 10 heures 30. La neuvaine annuelle en l'honneur de sainte Pharaïlde s'y tient début septembre.

## Description
L'église de briques à encorbellements de pierre d'architecture néo-gothique présente un clocher-porche flanqué de tourelles et surmonté.d'une haute flèche couverte d'ardoises, dans le style régional. Au-dessus du portail, on peut lire sous le porche « Sainte Pharaïlde, protégez Bruay. »